# 沙律

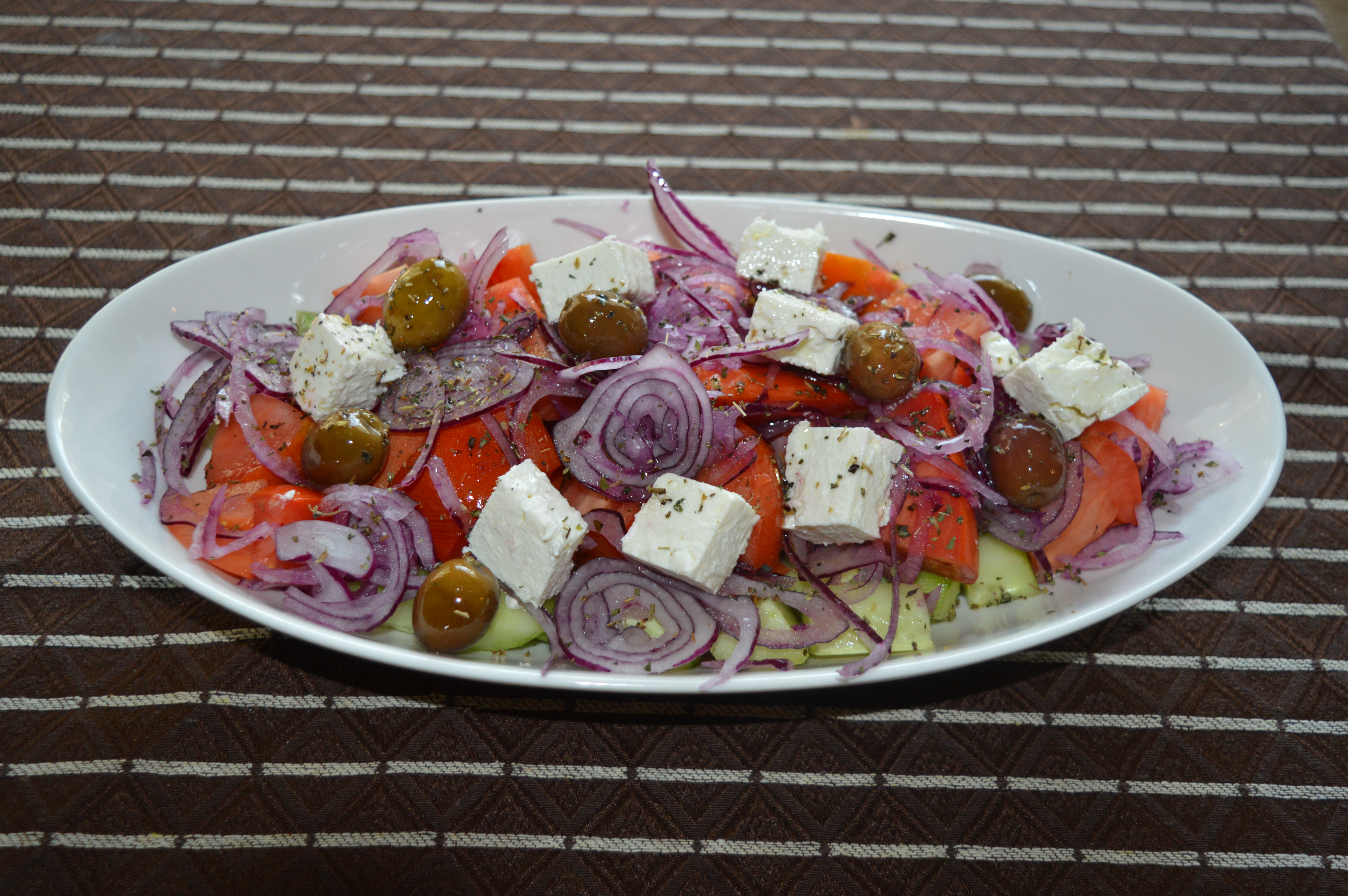
沙律

沙律，是西餐中的一道普遍菜式，通常是配菜或前菜，有時也會作為一道主菜。沙拉可被視為涼菜。
沙律經常與蔬菜、肉類、海鮮或蛋與蛋黃醬混合食用。蔬菜沙律可以作為一部份菜的調味料，也常用作三文治餡料。沙律的種類包括蛋沙律、雞丁沙律、吞拿魚沙律、蝦沙律和火腿沙律。在丹麥，人們將沙律加上肉片製成上層不蓋麵包的開口三文治，其他種類还有黃瓜沙律、辣根沙律、意大利沙律和俄國沙拉等等。

## 名稱起源
在英語中，沙拉一詞最早出現在十四世紀，當時寫作“salad”或“sallet”。英語“salad”是從法語“salade”變化而來，而該詞又來源於拉丁語“salata”，本義爲“鹹的”，是“sal”（鹽）的派生詞。在古羅馬時期蔬菜常以鹽水或含鹽的油與醋作佐料，沙拉的名稱亦因此與鹽聯繫起來。
在香港及馬來西亞等地稱為沙律，香港在1946年4月有中文報章新聞標題「沙律冷品 切勿嘗試」，報道在霍亂流行期間市民切勿食用沙律等未經煮熟食品的政府呼籲。
日本明治時代，傳入日本，日本當時譯為，或，寫成漢字為撒拉托，左良多、薩拉打、生菜料理等。1924年，日本日清製油開發出的一歀植物油，以作為商品名稱，之後食用沙拉的風氣在日本盛行。台灣企業家陳書友，於1962年至日本近畿大學學習製油時，將譯為漢字沙拉油，將沙拉油作為商品名稱行銷。之後將譯為沙拉的用法，由台灣傳到東南亞，再傳入中國。

## 歷史
在中世紀，一個長冬以後，人們會以鹹肉來醃製菜，這被認為是沙拉的源頭。也有说法稱沙拉源於羅馬帝國。
記者約翰·伊夫林寫了一本有關沙拉的書《Acetaria: A Discourse on Sallets》，這本書中稱沙拉來自義大利或荷蘭。

## 蔬菜沙拉

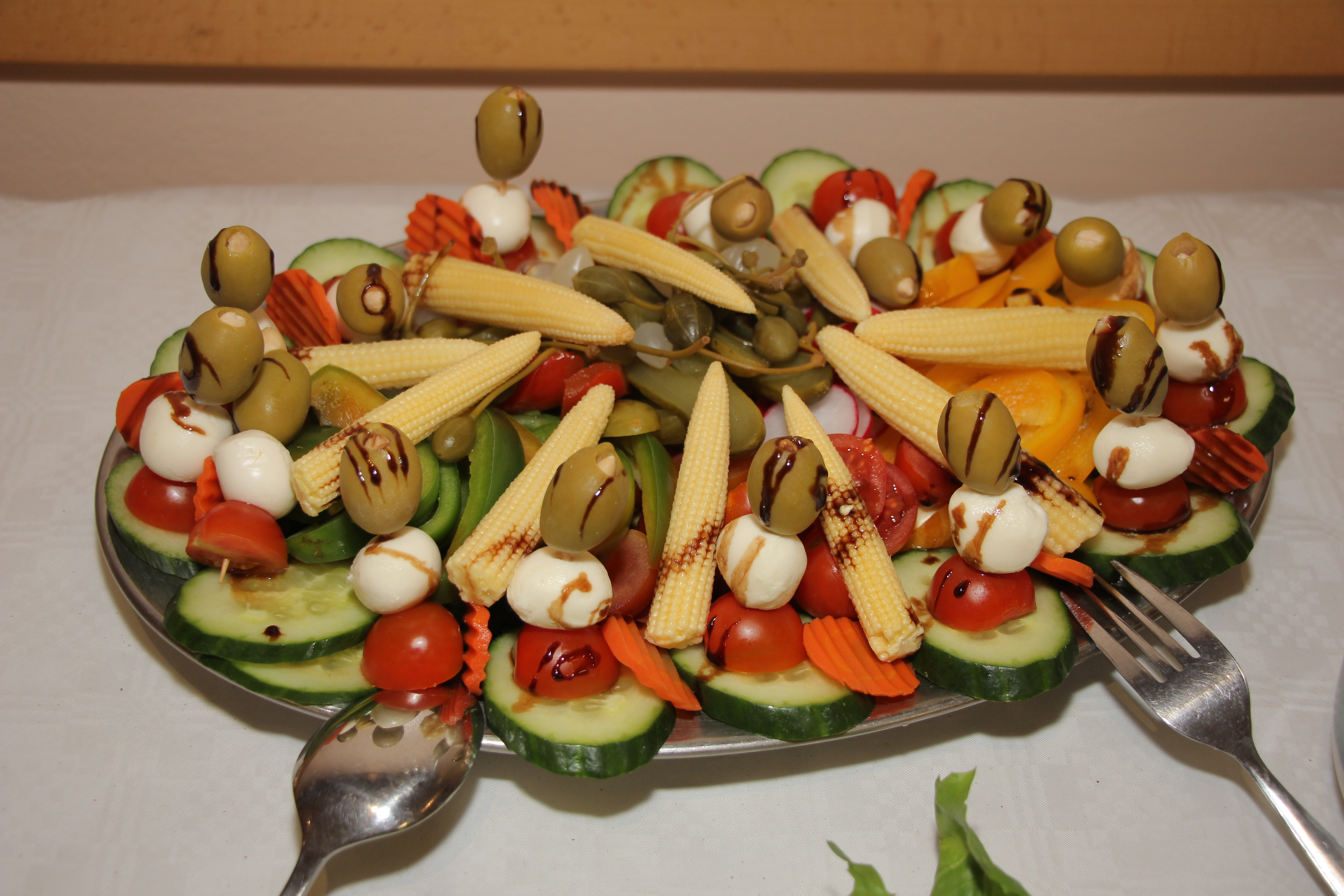
蔬菜沙律

蔬菜沙拉大多由未煮過的蔬菜混合而成。蔬菜葉材料包括萵苣、蒲公英、菠菜或芝麻菜等。
其它可用於製作沙拉的蔬菜材料包括番茄、黃瓜、胡椒、蘑菇、蔥、大蔥、胡蘿蔔、蘿蔔和酪梨等。其它食材還有麵團、橄欖、馬鈴薯、米、油煎方型小麵包片、肉（例如煙肉、雞）、乳酪或魚（例如鮪魚）。
葉菜類清洗後切絲或撕片，根莖類煮熟後切塊或切片，可生食的瓜果類切塊或切片，不可生食的瓜果類則切塊或切片後需煮熟，肉類、穀類或雜糧類則須熟食。魚若是新鮮可切片做生魚片，若非則須熟食。

## 其他類型蔬菜沙拉
- 凱撒沙拉： （一種用萵苣、大蒜、醃鯷魚、蛋黃、橄欖油打成的醬汁，配上焗麵包粒、煙肉粒、碎芝士調味的沙拉）。
- 新疆沙拉：中国新疆地区最常见的家常菜，又名“皮辣红”（即：皮芽子、辣椒、西红柿”），一般为番茄洋葱青椒等蔬菜拌在一起，搭配辣椒油、醋调味，外观很像西式沙拉，经常搭配抓饭等美食。
- 希臘沙拉 ：意为“乡马塔橄榄，以盐和干燥俄力冈叶调味，再淋上橄榄油。美式希腊沙拉以生菜、番茄、菲达干酪和橄榄为基本食材，额外加入小黄瓜、意大利甜椒、菜椒、洋葱、萝卜、葡萄叶包米卷、凤尾鱼、沙丁鱼和腌渍辣椒等。
- 義大利沙拉：意大利面沙拉是用一种或多种类型的意大利面制成的沙拉菜，最常放入醋，油或蛋黄酱中调味。它通常用作开胃菜，配菜或主菜。
- 廚師沙拉
- 科布沙拉

## 沙拉醬

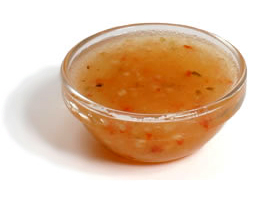
一盤美式風格的意大利沙拉醬。

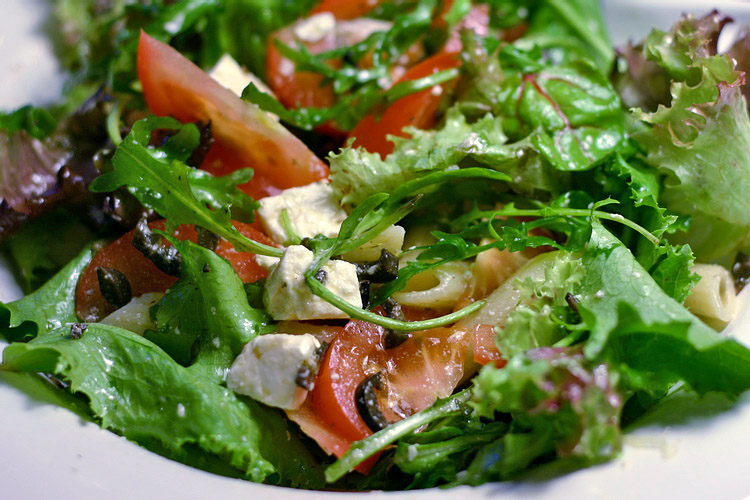
地中海風格的沙拉，通常由新鲜蔬菜配feta羊乳酪及橄欖淋以橄欖油製成

這些沙拉醬（salad dressing）可以作為調味料，用來凉拌沙拉。
- 蛋黃醬
  - 路易斯沙拉醬
  - 田園沙拉醬
  - 俄羅斯沙拉醬
  - 千島沙拉醬
- 橄欖油
  - 法國橄欖油
- 香醋
- 洋葱
- 和風沙拉醬

## 其它類型沙拉
一些沙拉根據其他食物製成，各種各樣的 沙拉，像綠豆沙拉，七豆沙拉等。
- 水果沙拉： （楊桃、香蕉、奇異果、木瓜、菠蘿、石榴等）
- 老撾式沙拉 （老撾地道沙拉，用未加工的熟肉、香料和檸檬汁）
- 泰式沙拉： （泰國地道沙律，以未加工番木瓜製成）
- 泰布列沙拉： （碾碎的乾小麥、荷蘭芹、番茄、黃瓜、檸檬汁、油製成）
- 胡道夫沙拉 ：（蘋果、芹菜、核桃和乳脂狀的調味料製成）
- 水門沙拉 ：（開心果、布丁、菠蘿、蛋白軟糖、橘子和打好的奶油製成）
- 上海沙拉
- 麵團沙拉
- 馬鈴薯沙拉
- 雞丁沙拉
- 蛋沙拉
- 奶酪沙拉，水牛芝士拌沙拉、希臘奶酪沙律

另外，一些涼拌類菜式，在英文也會稱「salad」，例如日式冷麵（蕎麥麵條加上醋）。

## 安全問題
由於製作沙拉的過程中，蔬菜及不少配料均沒有經過煎煮等處理，因此如擺放太久容易發生變質，甚至引起食物中毒。

## 圖集

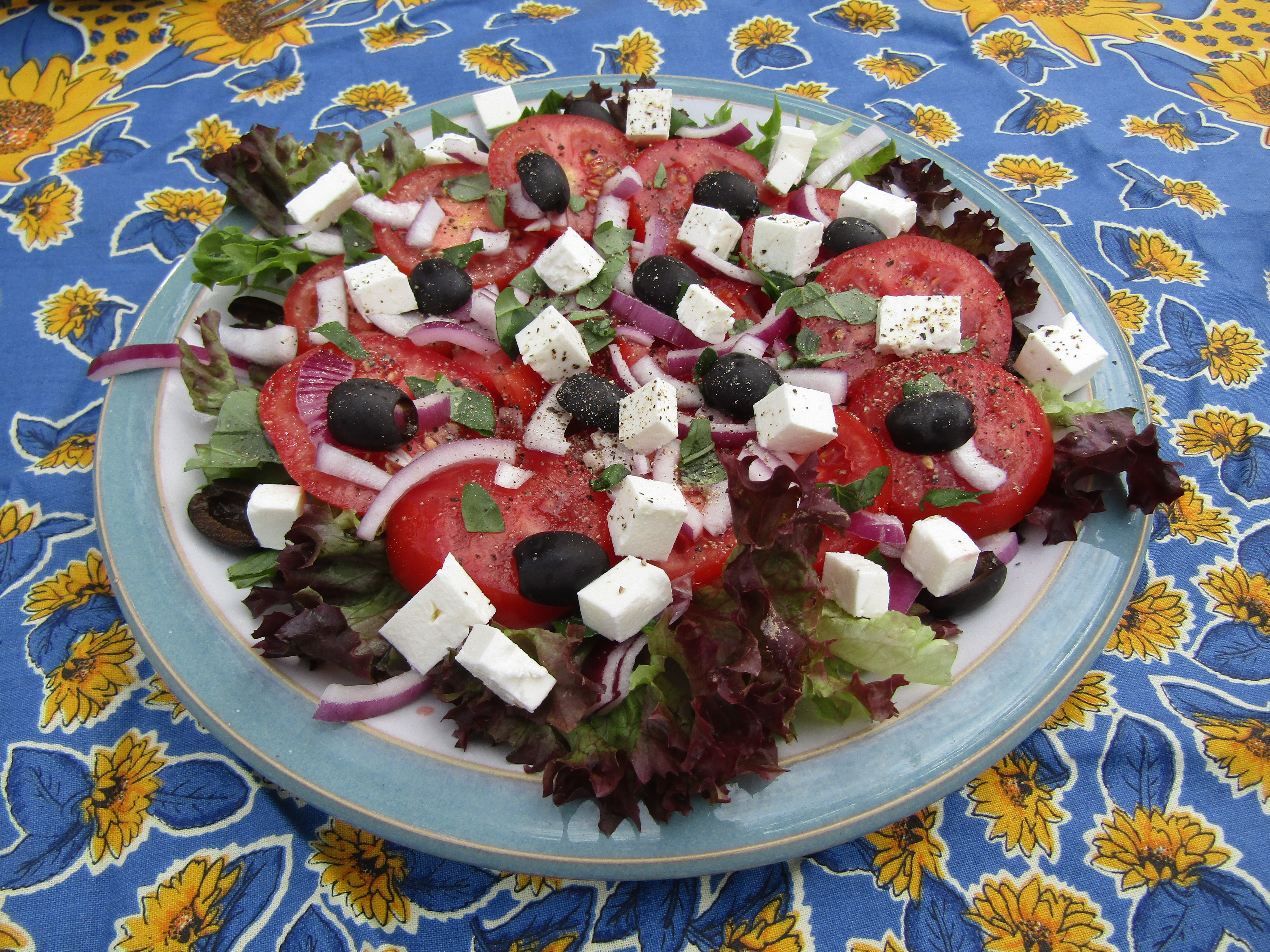
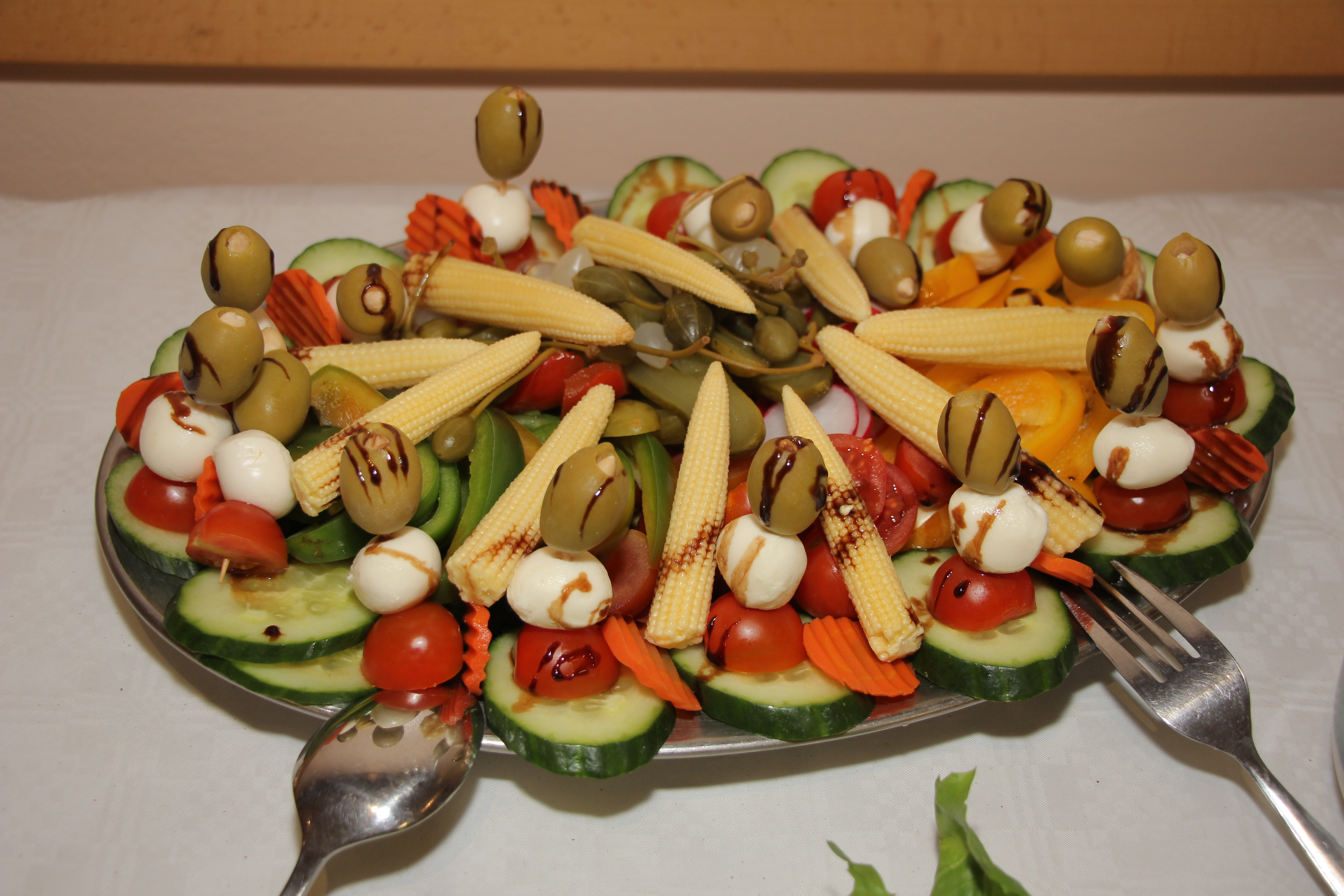
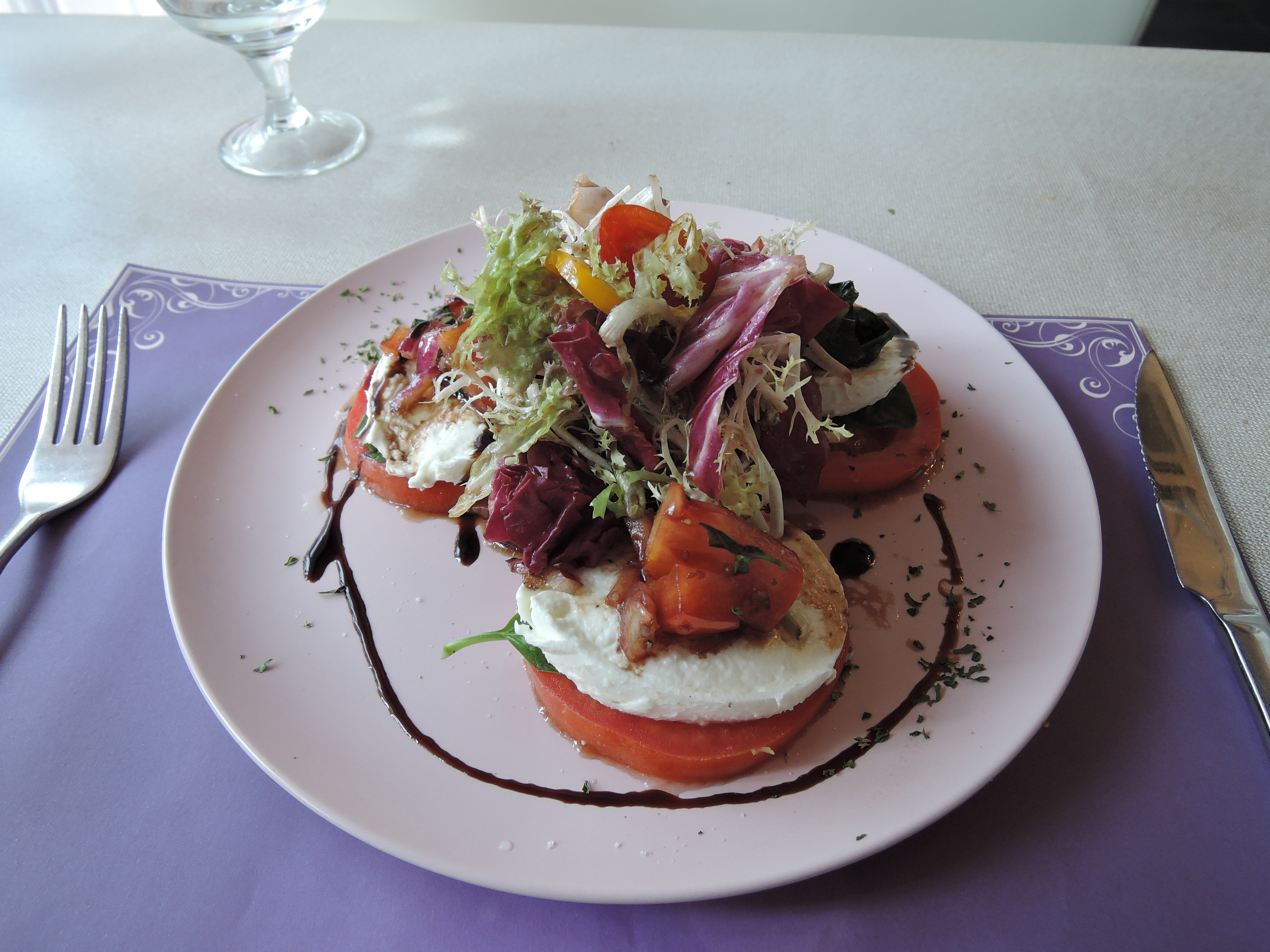
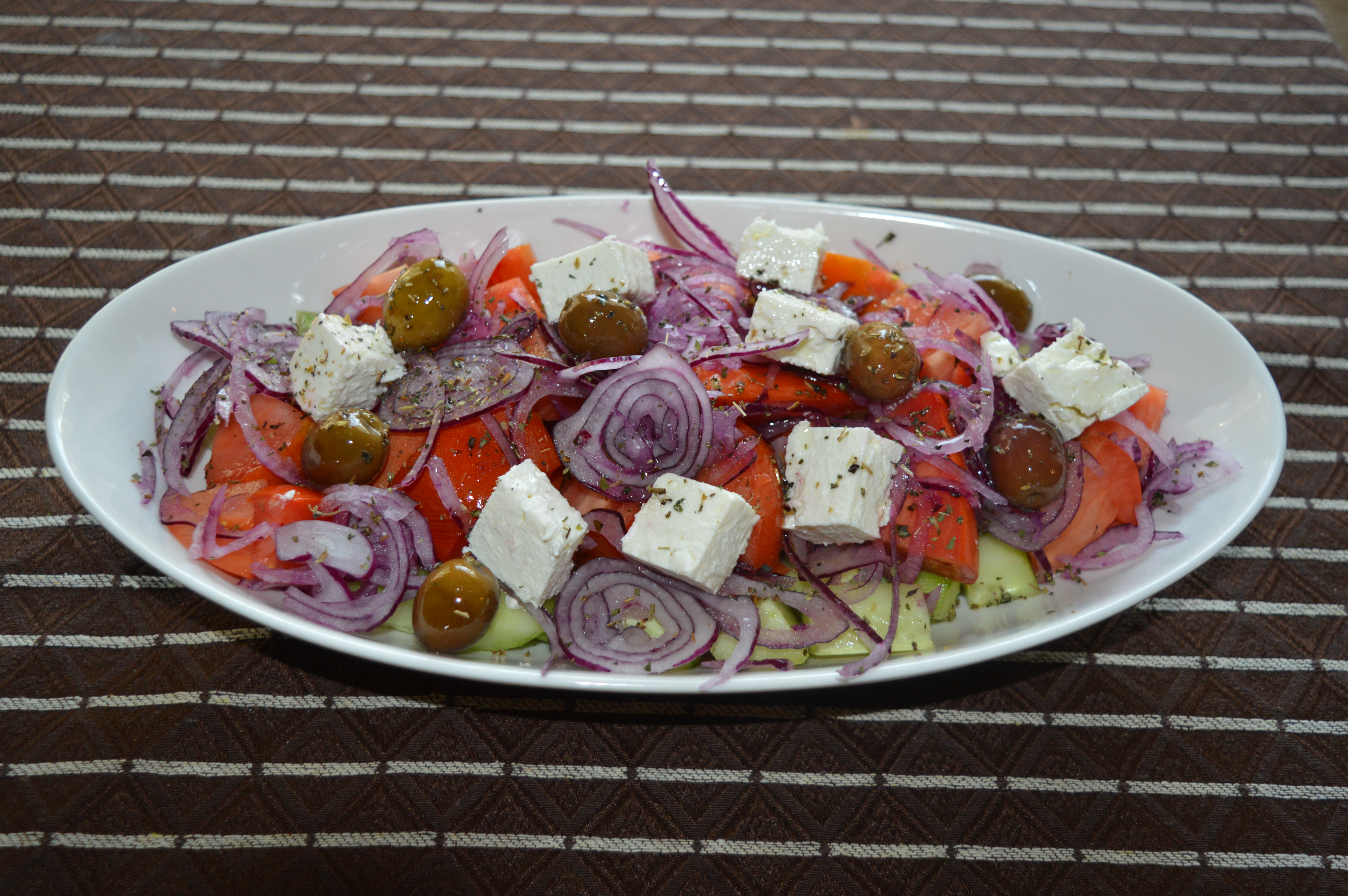
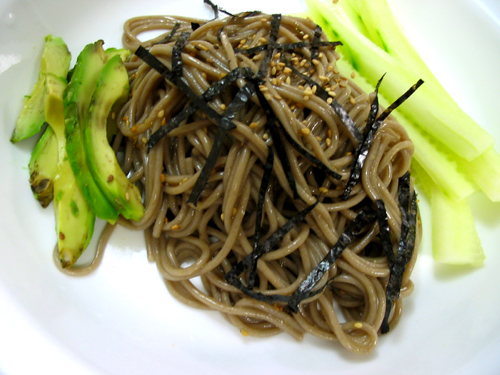
蕎麥麵沙拉
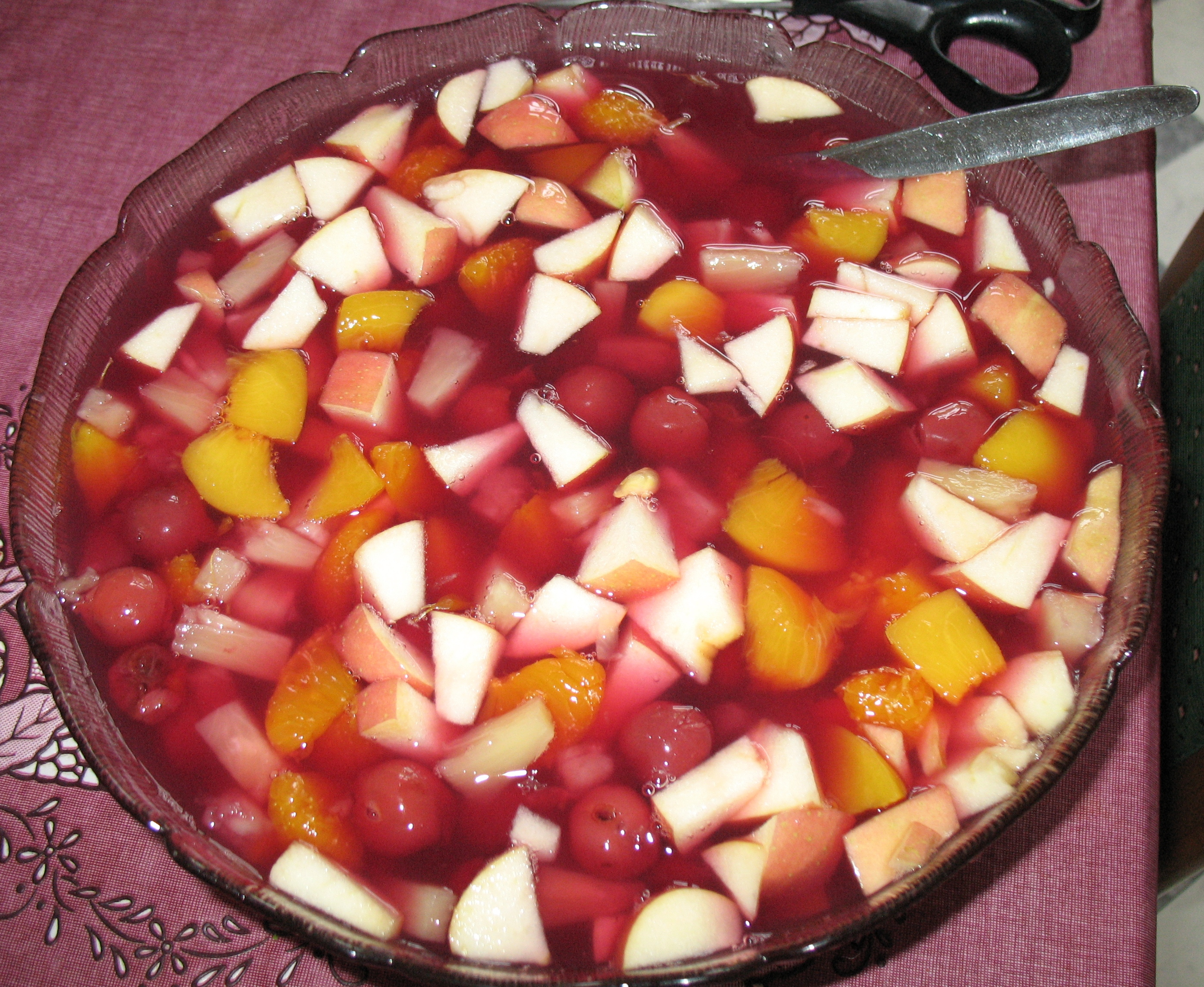
水果沙拉